# 職員失職特例条例
職員失職特例条例（しょくいんしっしょくとくれいじょうれい）とは、地方公務員一般職について失職の特例について規定した条例である。職員失職特例条例として規定されているものもあれば、職員分限条例の中に職員失職特例規定を設けている例もある。

## 概要
地方公務員法第28条第4項及び第16条第1号によれば、禁錮以上の有罪が確定した地方公務員一般職の職員は、執行猶予の有無に関わらず失職する。一方で、第28条第4項では「条例で定める場合を除くほか」という前置きがあるため、各自治体は条例で失職の特例を規定することができる。首長等の地方公務員特別職については、第28条第4項を含む地方公務員法の規定の多くが適用されないため、条例によって失職の特例を規定することはできない。
いくつかの地方自治体では執行猶予付きの自由刑が確定した場合でも情状により失職としないとすることを可能とする例外を条例で規定している。条例の対象について「通勤中又は公務中の過失での交通事故」「過失によるもの」「執行猶予付きの禁錮刑」と条件を付けている地方自治体が多いが、過失罪以外の一般刑事事件や執行猶予付きの懲役刑が確定した場合も対象とする地方自治体もある。なお、執行猶予付きの禁錮刑・懲役刑が確定して失職とならなくても、執行猶予が取り消された場合は失職することが規定されている。
自治省公務員課は職員失職特例条例について「各自治体で判断すべきことだが、一般的には適切とは考えられない」「（理由として）被告が公務員の場合、裁判所は禁錮以上の判決で失職することを考慮した上で判決を言い渡すとされているから」と見解を表明している。

## 例

### 適用例
- 2001年9月に公務中に自家用車で制限速度を40キロ上回る時速100キロで走行中に中央線をはみ出して対向車に衝突して男性運転手に重傷を負わせた事故を起こした山口県職員が業務上過失傷害罪で禁錮1年6ヵ月執行猶予3年が確定した際に、裁判で被害者から寛大な判決を求める嘆願書が出されていることなどを考慮して職員失職特例条例を適用して停職6ヶ月の懲戒処分にした上で失職を回避した[2]。
- 2006年3月に運転していたバキュームカーをUターンした際に後方から来たオートバイが転倒して男性運転手がバキュームカーにぶつかり死亡させる事故を起こした川崎市職員が2007年2月に業務上過失致死罪で禁錮1年4ヵ月執行猶予3年の有罪判決が確定した際に、川崎市は「事件後、深く反省している」として職員失職特例条例を適用して停職6ヶ月の懲戒処分とした上で失職を回避した[3]。
- 2009年4月に公務中に死亡事故を起こした那須塩原市農業委員会係長は2010年11月に禁錮1年2ヵ月執行猶予3年の有罪判決が確定した際に、職員失職特例条例を適用して停職6ヵ月の懲戒処分とした上で失職を回避した[4]。
- 2009年9月に東京都江東区のバス停で降車中に転倒した女性を轢いて大けがをさせた都バスの男性運転手が2010年7月に禁錮1年2ヵ月執行猶予3年の有罪判決が確定した際には、「反省の態度が見られる」等として職員失職特例条例を適用して停職3ヵ月の懲戒処分とした上で失職を回避した[5]。
- 2010年7月に公務で運転中に居眠りをして対向の乗用車と正面衝突する交通事故で6人に重軽傷を負わせ自動運転過失傷害罪で2011年12月に禁錮2年執行猶予3年が確定した際に、未明から早朝にかけての特殊な業務命令だったことや被害者から寛大な判決と処分を求める嘆願書が提出されていたこともあり、職員失職特例条例を適用して停職6ヶ月の懲戒処分とした上で失職を回避した[6]。
- 2010年11月に軽乗用車を運転中にタクシーと衝突し、弾みでタクシーが歩道に乗り上げ、歩行者がタクシーの下敷きになって死亡させる事故を起こした宝塚市消防士は2011年5月に自動車運転過失致死傷罪で禁錮2年執行猶予3年の有罪判決が確定した際には、遺族が「消防士の仕事ができるように寛大処分を」との嘆願書を宝塚市に提出されていること等を考慮して、職員失職特例条例を適用して停職6ヶ月の懲戒処分とした上で失職を回避した[7]。
- 2013年3月、都バス運転中に赤信号を見落として左から来た乗用車と衝突して運転していた男性に重傷を負わせ、バスの乗客9人に警鐘を負わる事故を起こした都バス男性運転手は2014年6月に自動車運転過失傷害罪で禁錮1年6ヵ月執行猶予3年の有罪判決が確定した際には、22年間無事故無違反だったことを考慮して職員失職特例条例を適用して停職6ヶ月の懲戒処分にした上で失職を回避した[8]。
- 2015年4月に志摩市で軽自動車を運転中に道路を横断していた自転車の女性をはねて死亡させる事故を起こした三重県伊勢農林水産事務所女性技師は2017年8月に禁錮1年執行猶予3年の有罪判決が確定した際に、遺族側が失職を望まない嘆願書を出して示談が成立している事等を考慮して職員失職特例条例を適用して停職6ヶ月の懲戒処分とした上で失職を回避した[9]。
- 生活保護者の個人情報を暴力団員に漏らす事件を起こした水戸市職員が地方公務員法違反（守秘義務違反）で懲役4ヶ月執行猶予3年の有罪判決が確定した際に、水戸市は生活保護受給者の間で示談が成立し相手方が処罰を求めていないこと等を考慮して職員失職特例条例を適用して2017年に6ヶ月停職の懲戒処分とした上で失職を回避した[10]。
- 2017年10月に公用車を運転中に対向車線にはみ出して軽乗用車と衝突して女性運転手を死亡させ他の車も巻き込んで4人にけがを負わせる交通事故を起こした川西市職員が2019年7月に自動車運転処罰法違反（過失運転致死傷罪）で禁錮2年執行猶予3年の有罪判決が確定した際に、川西市は「職員の長時間の労働が続いていた」「死亡した女性の遺族が裁判で刑罰を求めない考えを述べた」等を考慮して職員失職特例条例を適用して停職6ヶ月の懲戒処分とした上で失職を回避した[11]。
- 2018年1月に公用車を運転中に居眠りをして対向車線にはみ出し軽トラックと衝突して軽トラックの男性運転手に重傷を負わせる事故を起こした大分市職員が2019年1月に自動車運転処罰法違反（過失運転致傷罪）等で禁錮1年執行猶予3年の有罪判決が確定した際に、職員失職特例条例を適用して停職1ヶ月の懲戒処分とした上で失職を回避した[12]。
- 2018年12月に公務で公用車を運転中に死亡事故を起こした糸満市教育委員会職員が2019年2月に自動車運転処罰法違反（過失運転致死罪）等で禁錮1年6ヶ月年執行猶予3年の有罪判決が確定した際に、職員失職特例条例を適用して停職4ヶ月の懲戒処分とした上で失職を回避した[13]。
- 2023年1月に自家用車で帰宅中に死亡事故を起こした黒岩市の国保黒石病院男性技師長補佐が2024年10月に自動車運転処罰法違反（過失運転致死罪）等で禁錮2年執行猶予4年の有罪判決が確定した際に、職員失職特例条例を適用し停職6ヶ月の懲戒処分とした上で失職を回避した[14]。
- 2023年4月に業務中にバスを運転中に死亡事故を起こした都営バスの男性運転手が2024年6月に自動車運転処罰法違反（過失運転致死罪）等で禁錮1年6ヶ月執行猶予3年の有罪判決が確定した際に、職員失職特例条例を適用し停職6ヶ月の懲戒処分とした上で失職を回避した[15]。

### 特異例
幹部職員が前首長と共犯として刑事事件で起訴されて一審公判中に当該地方議会で失職例外規定を拡大する条例案が可決したことがメディアに報道された例もある。例として以下がある。
- 福岡県杷木町で合併浄化槽設置事業補助金不正受給事件が起こり、2001年に林隆信町長と町職員2人（町建設課長・町下水道係長）が背任罪で起訴された[16]。同年12月19日に杷木町議会は職員失職特例条例における失職の例外規定について「公務上の事故で過失で罪を犯した場合に情状により例外にできる」と過失犯の執行猶予付き自由刑に限っていたのを「過失による場合又はその罪に至る経緯の情状により例外にできる」と故意犯の執行猶予付き自由刑も対象に加える条例改正案が可決された[16]。2002年7月18日に元町下水道係長は懲役1年6ヵ月執行猶予3年、2004年12月2日に元建設課長は懲役2年執行猶予4年の有罪判決が確定したが、町職員2人は条例が適用され、刑事裁判中の休職を経て有罪判決確定後に復職した[17][18][19]。
- 福岡県大平村で第三セクター備品購入入札偽装事件が起こり2004年10月25日に村企画財政課長が同年12月13日に豊永米雄村長が虚偽有印公文書作成同行使罪で起訴された[20][21]。同年12月27日に大平村議会は職員失職特例条例における失職の例外規定について「禁錮刑の執行猶予者で罪が軽微な過失により情状が認められる」と過失犯による執行猶予付き禁錮刑に限っていたのを「刑の執行猶予をされた者で過失又は情状による」と故意犯の執行猶予付き自由刑も対象に加える条例改正案が可決された[22]。しかし、条例改正について住民からの反発が大きく、2005年2月14日に村議会で職員失職特例条例を元に戻す改正案が可決された[23]。村企画財政課長は起訴後は休職扱いとなっていたが、同年3月10日付で辞職し、同年11日に懲役2年執行猶予3年の有罪判決が言い渡された[24][25]。